# Трипразеодимгерманий
Трипразеодѝмгерма́ний — бинарное неорганическое соединение, интерметаллид
празеодима и германия
с формулой GePr3,
кристаллы.

## Получение
- Сплавление стехиометрических количеств чистых веществ:

{\displaystyle {\mathsf {3Pr+Ge\ {\xrightarrow {800^{o}C}}\ GePr_{3}}}}

## Физические свойства
Трипразеодимгерманий образует кристаллы тетрагональной сингонии, пространственная группа P 42/n, параметры ячейки a = 1,2422 нм, c = 0,6118 нм, Z = 8,
структура типа фосфида трититана Ti3P
.
Соединение образуется по перитектической реакции при температуре 800 °C.